# Argilla (romanzo)
Argilla (Clay) è un romanzo fantastico per ragazzi di David Almond edito per la prima volta in lingua originale nel 2005 (la prima edizione italiana è del 2010).

## Trama
(David Almond, Argilla, nella traduzione di M. Bartocci)
Davie è un ragazzino che vive nella piccola cittadina di Felling, in Inghilterra. Qui trascorre le sue giornate andando a scuola, giocando con l'amico Geordie, servendo messa come chierichetto e cercando di evitare il bulletto Mouldy.
Un giorno in città arriva un ragazzo misterioso, Stephen Rose. Sul suo conto girano molte voci: rimasto orfano di padre, si è trasferito a Felling dalla zia Mary (da tutti soprannominata "la Matta") dopo che la madre è stata rinchiusa in un manicomio.
Davie, su consiglio di padre O'Mahoney, stringe amicizia con Stephen, ma subito capisce che c'è qualcosa di strano in quel ragazzo. Stephen, infatti, passa le sue giornate chiuso in un capanno a modellare delle statuette d'argilla. Stephen, inoltre, confessa a Davie di aver frequentato il seminario per diventare prete dopo aver avuto la visione di un angelo, ma alla fine è stato cacciato dal seminario stesso perché scoperto a dedicarsi a pratiche di magia nera.
Il culmine delle stranezze arriva però quando Stephen chiede a Davie di aiutarlo a dare vita a un gigante d'argilla che ha modellato di nascosto in una grotta: Davie, incuriosito, aiuta Stephen nel suo progetto, ma quando vede il gigante prendere vita fugge a casa terrorizzato.
Il giorno seguente, Davie scopre che Mouldy è stato trovato morto non lontano dalla grotta in cui il gigante si era animato. Temendo che la causa di quella morte sia proprio il gigante, Davie va da Stephen, che tiene la creatura d'argilla nascosta nel suo capanno. Qui scopre che quell'essere animato è privo di pensieri e volontà, ma è capace di eseguire ogni ordine che gli viene impartito dai suoi due creatori.
Una notte, Davie si accorge che il gigante lo ha raggiunto sotto casa; i due si mettono a passeggiare per una Felling deserta e finiscono al cimitero. Qui Davie decide di eliminare il gigante per evitare che uccida ancora, così gli impartisce l'ordine di morire. Prima che l'ordine sia eseguito arriva però Stephen, che ordina al gigante di uccidere Davie: il colosso d'argilla non è però capace di assassinare colui che l'ha creato e fugge. Inizia allora una lotta furibonda tra Davie e Stephen; al termine della scazzottata, Stephen confessa a Davie di essere stato lui, non il gigante, a spingere giù Mouldy dal dirupo. Dopo di che, Stephen fugge.
Qualche giorno dopo, Davie trova il corpo inanimato del gigante nel proprio giardino: suo padre lo ha trovato nel bosco e ha deciso di utilizzare quell'ottima argilla per piantarci dei fiori.
Davie decide di non raccontare a nessuno la vera storia di Stephen, visto che tutti sono convinti che la morte di Mouldy sia stata un incidente. Nel frattempo però Stephen è sparito e di lui non si avranno più notizie. 

## Edizioni
- David Almond, Argilla, traduzione di Maurizio Bartocci, I ed., Salani, 2010,  p. 220, ISBN 978-88-6256-079-5.